# Стіжківське
Стіжкі́вське — селище у східній частині Донбасу, Шахтарської міської громади Горлівського району Донецької області, Україна. Населення 8 000 меш. (1967). Кам'яновугільні шахти. Відстань до Шахтарська становить близько 11 км і проходить переважно автошляхом місцевого значення.

## Населення

### Мова
Розподіл населення за рідною мовою за даними перепису 2001 року:
| Мова            | Кількість | Відсоток |
| --------------- | --------- | -------- |
| російська       | 3155      | 67.39%   |
| українська      | 1483      | 31.67%   |
| білоруська      | 16        | 0.34%    |
| вірменська      | 5         | 0.11%    |
| грецька         | 1         | 0.02%    |
| інші/не вказали | 22        | 0.47%    |
| Усього          | 4682      | 100%     |

За даними перепису 2001 року населення селища становило 4682 особи, з них 31,67 % зазначили рідною мову українську, 67,39 %— російську, 0,34 %— білоруську, 0,11 %— вірменську та 0,02 %— грецьку мову.